# Jens Fiedler (Radsportler)

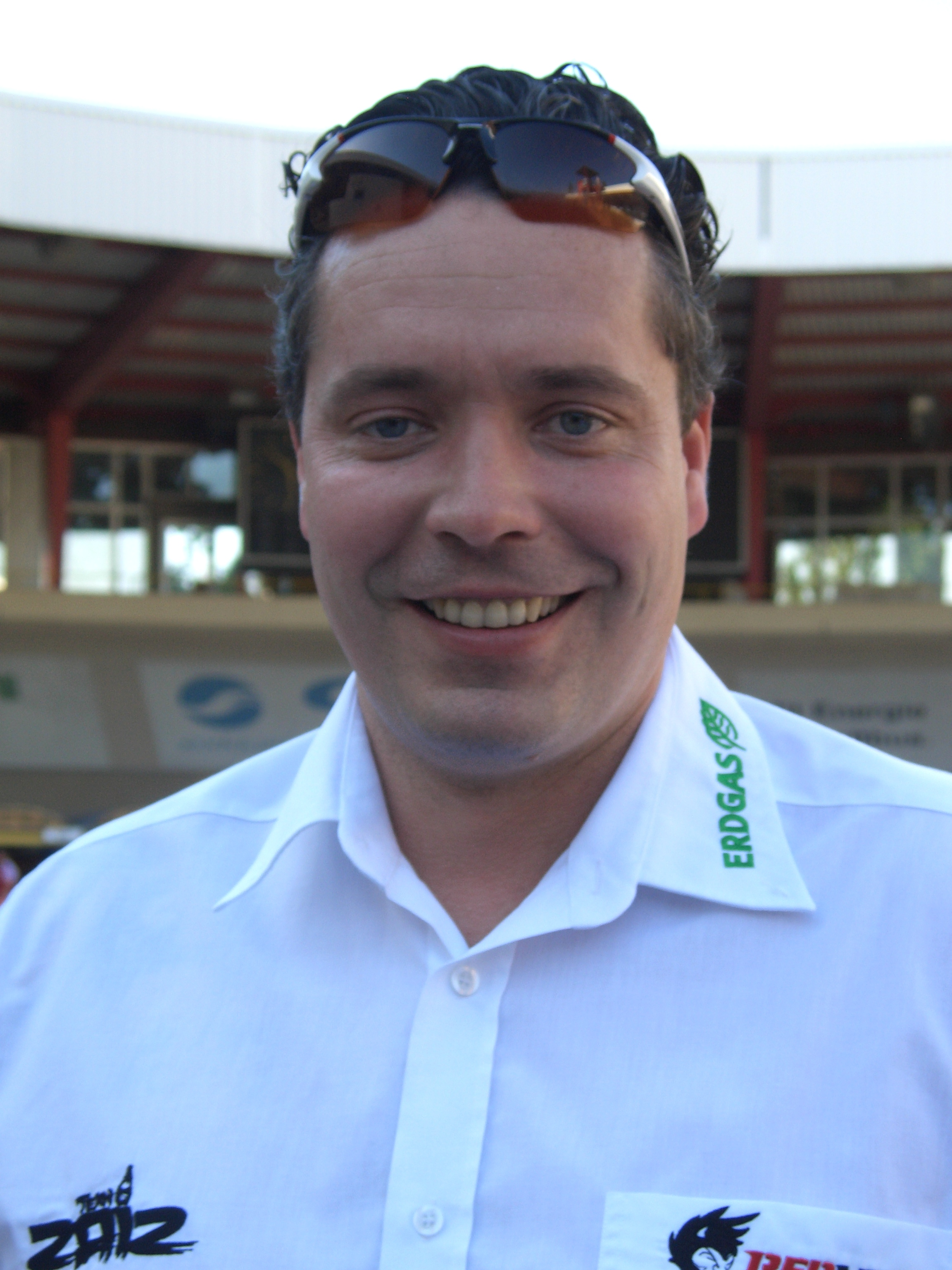
Jens Fiedler (2010)

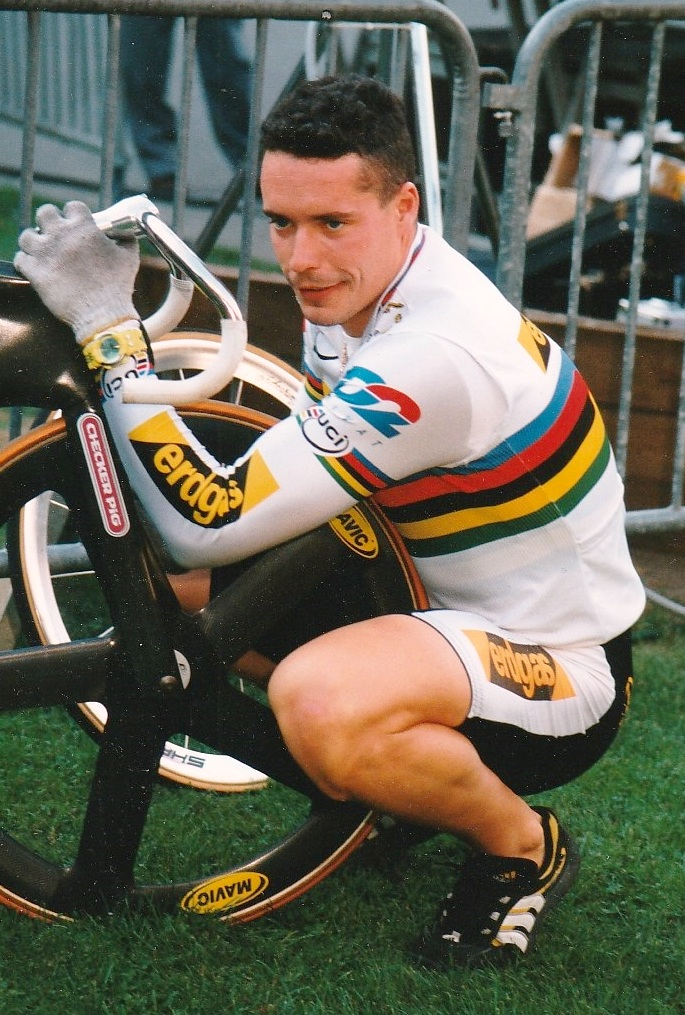
Fiedler (1999)

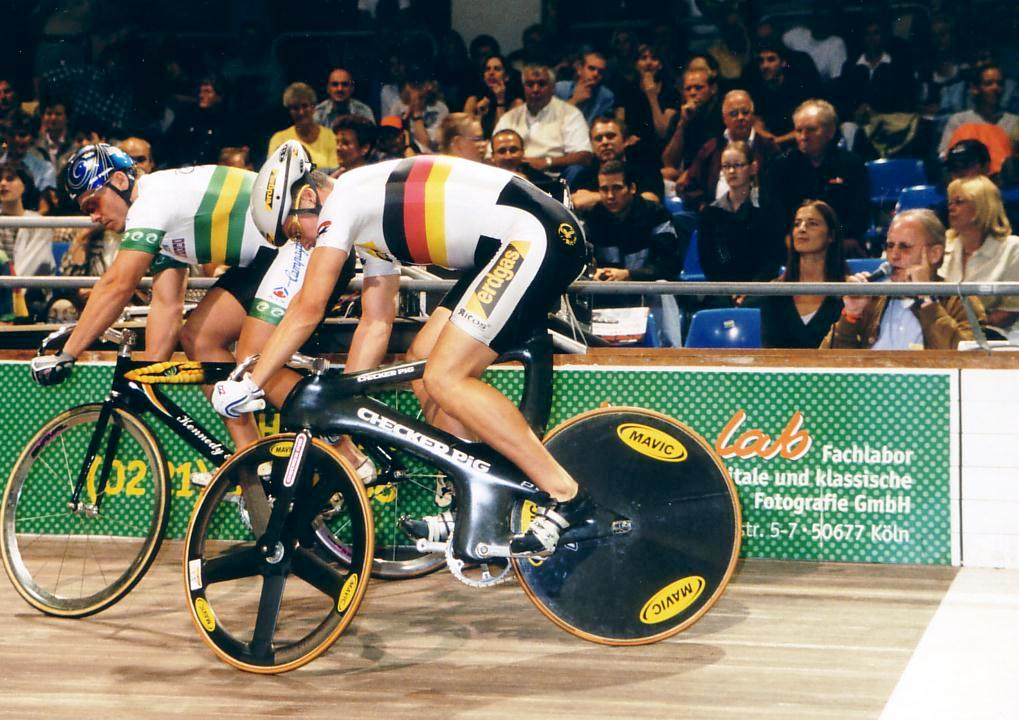
Fiedler (r.) bei einem Stehversuch mit Darryn Hill (1999)

Jens Fiedler (* 15. Februar 1970 in Dohna) ist ein ehemaliger deutscher Bahnradsportler und heutiger Teammanager des Team TheedProjekt-Cycling, bis 2019 Team Erdgas.2012.

## Sportlaufbahn
Als Jugendlicher durchlief Jens Fiedler die Sportförderung der DDR für den Bahnradsport. Als Junior fuhr er erste Erfolge ein, 1988 wurde er Juniorenweltmeister im Bahnsprint, kurz zuvor war er bereits DDR-Meister in der Klasse Jugend A geworden. Bevor er bei den Olympischen Sommerspielen 1992 in Barcelona seinen ersten Olympiasieg feierte, hatte er 1991 bereits den Weltmeistertitel bei den Amateuren in dieser Disziplin errungen.
Für den Gewinn der Goldmedaille bei den Olympischen Spielen 1992 erhielt er am 23. Juni 1993 das Silberne Lorbeerblatt.
Im Anschluss an die Spiele erfolgte 1993 der Wechsel zu den Profis. 1993 wechselte Fiedler auch von seinem bisherigen Trainer Jörg-Uwe Krünägel zu Karsten Schmalfuß.
Bei den Weltmeisterschaften 1995 gelang ihm der Titelgewinn im Olympischen Sprint (mit Michael Hübner und Jan van Eijden) und ein Jahr später, bei den Olympischen Spielen in Atlanta, errang er erneut die Goldmedaille im Sprint. 1998 sicherte er sich den Weltmeistertitel im Keirin, den er 1999 in Berlin erneut errang. Bei den Olympischen Spielen 2000 in Sydney blieb ihm der historische Titelhattrick jedoch verwehrt, in seinen Spezialdisziplinen Sprint und Keirin gewann er jeweils Bronze.
Besonderes Aufsehen erregte Fiedlers dritter Platz im Keirin bei der Bahn-WM 2001 in Antwerpen. Vier von sechs Fahrern des Finallaufes stürzten eine halbe Runde vor dem Ziel, während der spätere Weltmeister Ryan Bayley und der Vize-Weltmeister Laurent Gané ungefährdet weiterfahren konnten. Fiedler, leicht benommen, ergriff sein defektes Rad, lief zu Fuß ins Ziel und sicherte sich so die Bronze-Medaille (nach den Regeln müssen Fahrer und Rad lediglich gemeinsam das Ziel erreichen).
Im Jahr 2002 gewann Fiedler dreimal Gold bei den Deutschen Bahn-Meisterschaften, und 2003 errang er Gold beim Team-Sprint (früher Olympischer Sprint) der Herren bei der Bahnrad-WM in Stuttgart, gemeinsam mit Carsten Bergemann und René Wolff. Bei Olympia 2004 in Athen gewann er Gold, ebenfalls im Teamsprint, gemeinsam mit Wolff und Stefan Nimke. Zudem errang er im Laufe seiner Laufbahn insgesamt 18 nationale Titel in verschiedenen Kurzzeitdisziplinen auf der Bahn.
Fiedler gewann im Verlauf seiner Karriere mehr als 30 Grand Prix und Welt-Cupwettbewerbe für Sprinter bzw. Sprinter-Preise:
- 1991 in Berlin, Büttgen, Barcelona, Chemnitz, Stuttgart
- 1992 in Büttgen, Hannover, Huyeres, Stuttgart, sowie den Großen Preis von Deutschland
- 1993 in Berlin, Chemnitz, Stuttgart
- 1994 in Hannover, Kopenhagen, Chemnitz
- 1995 in Cottbus, Chemnitz, Quito, sowie den Großen Preis von Deutschland
- 1996 in Büttgen
- 1997 in Dortmund
- 1998 in Hannover, Chemnitz, Victoria, sowie den Großen Preis von Deutschland
- 1999 in Chemnitz, Dudenhofen, sowie den Großen Preis von Deutschland
- 2001 in Dortmund
- 2002 in Dudenhofen
- 1992, 1995, 1998, 1999 und 2003 den Großen Preis von Deutschland
- 2004 in Moskau

Jens Fiedler beendete seine Karriere offiziell beim Berliner Sechstagerennen am 1. Februar 2005. Wenige Wochen später, am 26. Februar 2005, wurde er bei einer Radveranstaltung im britischen Manchester positiv auf Amphetamin getestet. Den positiven Befund erklärte Fiedler mit der unachtsamen Einnahme eines Medikaments.

## Berufliches und Privates
Seit Jahren lebt der gelernte Elektronikfacharbeiter Fiedler in Chemnitz und ist heute für die dortigen Stadtwerke tätig. Er ist in dritter Ehe verheiratet. Seit 2009 ist er gemeinsam mit Michael Hübner Manager des UCI Track Teams Team Erdgas.2012, seit 2019 Team TheedProjekt-Cycling.